# Бленика (село)
Бленика (болг. Бленика) — село в Болгарии. Находится в Кырджалийской области, входит в общину Кырджали. Население составляет 176 человек.

## Политическая ситуация
В местном кметстве Пенёво, в состав которого входит Бленика, должность кмета (старосты) исполняет Бахри Нури Дурмуш (независимый) по результатам выборов.
Кмет (мэр) общины Кырджали — Хасан Азис (Движение за права и свободы (ДПС)) по результатам выборов.